# Windows Home Server 2011
Windows Home Server 2011, codinome Vail, é um sistema operacional para servidores domésticos desenvolvido pela Microsoft para suceder o Windows Home Server. Ele foi lançado em 6 de abril de 2011.